# Ornithocephalus escobarianus
Ornithocephalus escobarianus är en orkidéart som först beskrevs av Leslie Andrew Garay, och fick sitt nu gällande namn av Antonio Luiz Vieira Toscano och Robert Louis Dressler. Ornithocephalus escobarianus ingår i släktet Ornithocephalus och familjen orkidéer.
Artens utbredningsområde är Colombia. Inga underarter finns listade i Catalogue of Life.